# Sepia apama
Sepia apama är en bläckfiskart som beskrevs av Gray 1849. Sepia apama ingår i släktet Sepia och familjen Sepiidae. Inga underarter finns listade i Catalogue of Life.
Sepia apama är vid Australien den största bläckfisken. Den har en mantel som blir ungefär 50 cm lång och längden med armar kan vara 100 cm. Liksom andra arter av samma klass kan den byta sin kroppsfärg som ett kamouflage eller för att hota fiender. Vid ögat finns parvisa hudflikar.
Denna bläckfisk förekommer i havet vid västra, södra och östra Australien. Den saknas vid norra Queensland och Northern Territory. Arten dyker till ett djup av 100 meter. Den vistas i regioner med korallrev, andra klippor, med sjögräs eller med sandig botten. Sepia apama är aktiv på dagen och äter fiskar samt kräftdjur. Honan lägger äggen i bergssprickor och de kläcks efter tre till fem månader. Hos arten finns inget larvstadium. Exemplaren jagas av delfiner och av albatrosser. Under parningstiden har hannor tvärstrimmor på armarna. De görs sina armar platt för att ge känslan av en större storlek.
Antagligen påverkas arten negativ av varmare vatten. Sepia apama fiskas som mat. Hela populationen minskar lite. IUCN kategoriserar arten globalt som nära hotad.